# Mouvement néo-charismatique
Le mouvement néo-charismatique ou le néo-pentecôtisme (cette dernière expression est également utilisée pour parler du premier mouvement charismatique) est un courant du christianisme évangélique qui met l'accent sur les dons du Saint-Esprit. La «troisième vague» (surnom du mouvement) a commencé aux États-Unis, dans le début des années 1980. De nombreuses églises ont ainsi été créées un peu partout dans le monde. Le baptême du Saint-Esprit et les neuf dons du Saint-Esprit sont des éléments centraux du courant. Les principes du Mouvement charismatique évangélique sont repris par le mouvement néo-charismatique avec plus d'ampleur et avec quelques aspects théologiques supplémentaires, tels le combat spirituel, la parole de foi et le renouvellement structurel. Les Églises appartenant au mouvement sont appelées Églises néo-pentecôtistes ou Églises de Réveil.

## Histoire
Le mouvement néo-charismatique, surnommé la "troisième vague", date du début des années 1980. La majorité des acteurs du courant sont américains. Peter Wagner, théoricien du "Church Growth Movement" (Mouvement de la Croissance de l'Église), missionnaire en Bolivie, a apporté le principe du combat spirituel contre les démons, notamment par son livre Spiritual Power and Church Growth. John Wimber, le fondateur des Églises de l'Association of Vineyard Churches en 1982, a, quant à lui, mis en avant le principe de guérison miraculeuse comme élément de la vie chrétienne. George Otis Junior a contribué au "spiritual mapping", une démarche qui consiste à pointer sur une carte les lieux d'où les démons doivent être délogés. Le courant de la Parole de foi ("power evangelism") s'est développé avec Kenneth E. Hagin et Ewel Kenyon. Selon une étude du Pew Research Center publiée en 2011 sur les charismatiques qui regroupent tous les mouvements du christianisme charismatique, soit évangéliques indépendants, catholiques, orthodoxes et protestants, il y aurait 304 millions de charismatiques dans le monde .

## Caractéristiques
Le courant reprend les principes du mouvement charismatique évangélique, à savoir l'importance du baptême du Saint-Esprit et la place des dons du Saint-Esprit ,. Le terme non confessionnel est souvent davantage utilisé par les églises du mouvement, que le terme néo-charismatique . Une autre caractéristique, est l’utilisation abondante des moyens de communications électroniques, comme l’Internet, pour la diffusion des messages et de leurs services en streaming ou sur des chaînes de télévision généralistes. Certaines disposent de leurs propres chaînes de radio ou télévision. Dans certaines églises, une attention particulière est donnée aux manifestations physiques comme les chutes à terre, gémissements et cris, lors des services .
Selon Sébastien Fath, on retrouve trois éléments distinctifs majeurs qui peuvent s'exclure ou se combiner, par des positions radicales ou modérées:
1. Le combat spirituel ("spiritual warfare"). La lutte contre les démons occupe une place importance dans les enseignements et la prière. Des exorcismes de masse sont parfois organisés pour chasser des démons territoriaux ou historiques (dans une lignée ancestrale).
2. La parole de foi ("power evangelism"). Les éléments d'onction et de confession positive doivent amener des "signes et prodiges" ("signs and wonders"). La guérison divine et la  prospérité en sont les principales manifestations [5] ,[16].
3. Le renouvellement structurel. Il comporte des théologies diverses assez hétérogènes mais qui ont toutes pour objectif de renouveler les structures de l'église, dont  le redéploiement et la redéfinition des ministères ("Nouvelle réforme apostolique") [6]. D'autres insistent sur le principe des couvertures spirituelles ("Disciplinement").

Le mouvement est aussi appelé néo-pentecôtisme . Dans les pays francophones, les églises néo-pentecôtistes sont également appelées Églises de Réveil,.

## Controverses
Depuis les années 2000, en Afrique et particulièrement en République démocratique du Congo, les Églises de Réveil ont été accusées par les ONGs de défenses des droits humains de contribuer au phénomène des enfants sorciers . L’insistance du combat spirituel dans ces églises s’accompagne de lutte contre les démons et ainsi de désignation de responsables des difficultés d’une personne. Des pasteurs ou des prophètes accusent ainsi fréquemment des enfants de sorcellerie. Les pasteurs proposent des exorcismes à des prix exorbitants pour les familles. Si les parents ne constatent pas de changements après la délivrance payée, beaucoup décident de rejeter leur enfant sorcier et de les laisser dans la rue .
En 2013, le pasteur chrétien évangélique John F. MacArthur a reproché au mouvement charismatique l’appui majoritaire à la théologie de la prospérité qui a amené des scandales financiers et moraux, sa proximité avec le New Age où Dieu est présenté comme un serviteur des besoins du croyants, de fausses prophéties et des services désordonnés . Le surintendant général pentecôtiste des Assemblées de Dieu USA, George O. Wood, a reconnu qu’il y avait eu des cas isolés de comportements et d’enseignements erronés dans des églises pentecôtistes et charismatiques, mais que le mouvement avait apporté une grande contribution pour l'évangélisation dans le monde .
Les pasteurs pentecôtistes et néo-charismatiques qui adhérent à la théologie de la prospérité ont été critiqués par des journalistes pour leur style de vie bling-bling (vêtements, maisons et voitures de luxe, avion privé, etc.) ,,.
En France en 2020, parmi les évangéliques, le mouvement néo-charismatique était celui qui avait eu le plus de signalements à la Miviludes pour de présumées dérives sectaires  , . Les principales dérives mentionnées étaient des abus financiers, comme la multiplication des offrandes au profit des pasteurs, et des menaces pour la santé, comme des discours qui rejettent la médecine .